# Haiden

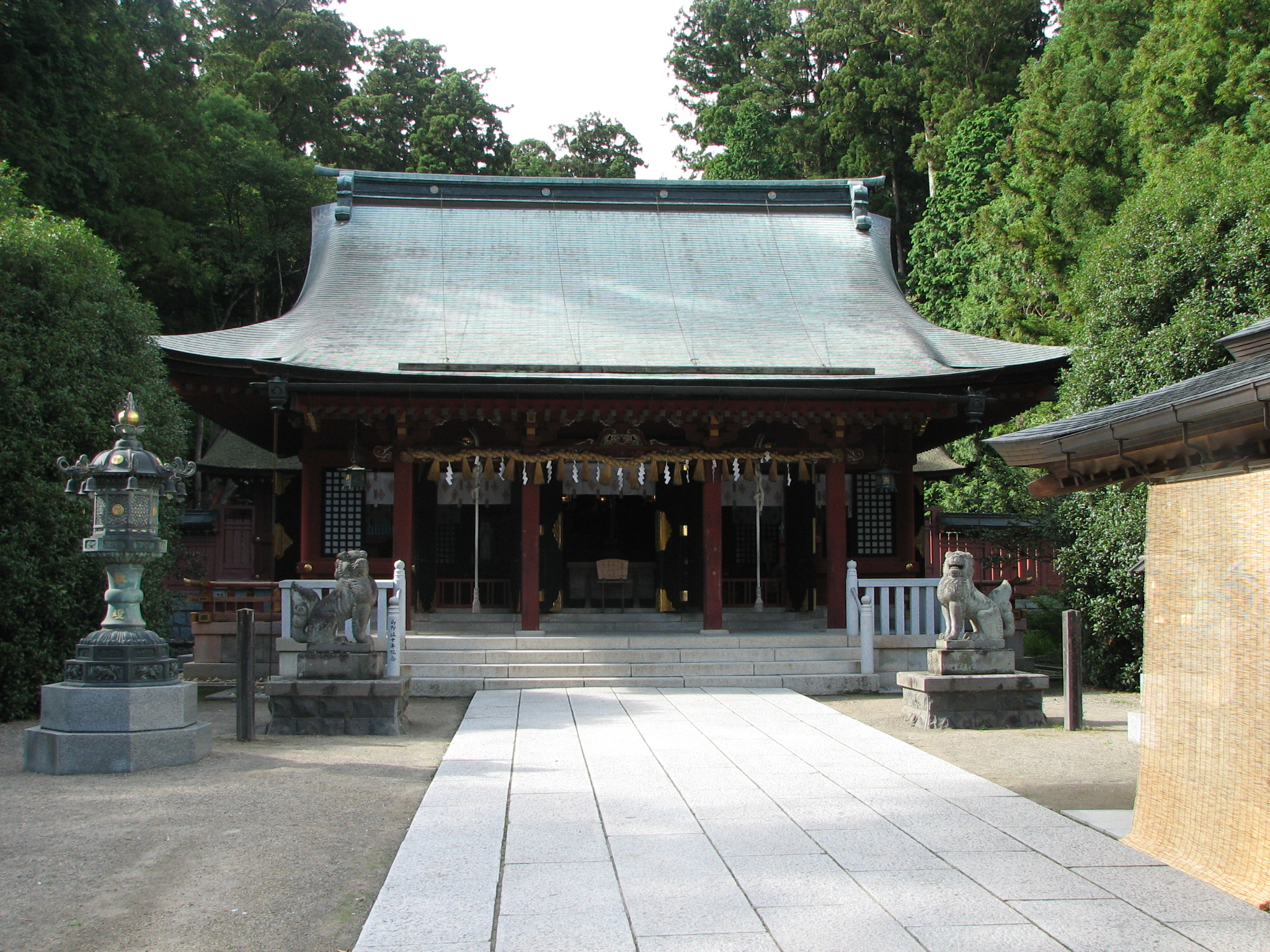
O Haiden do santuário de Shiwahiko, no Japão

Num santuário xintoísta o Haiden (拝殿) é um edifício onde se realizam as orações e outros rituais de culto. Está localizado, habitualmente, em frente do santuário principal Honden e é, muitas vezes, o maior e mais decorado edifício do santuário.

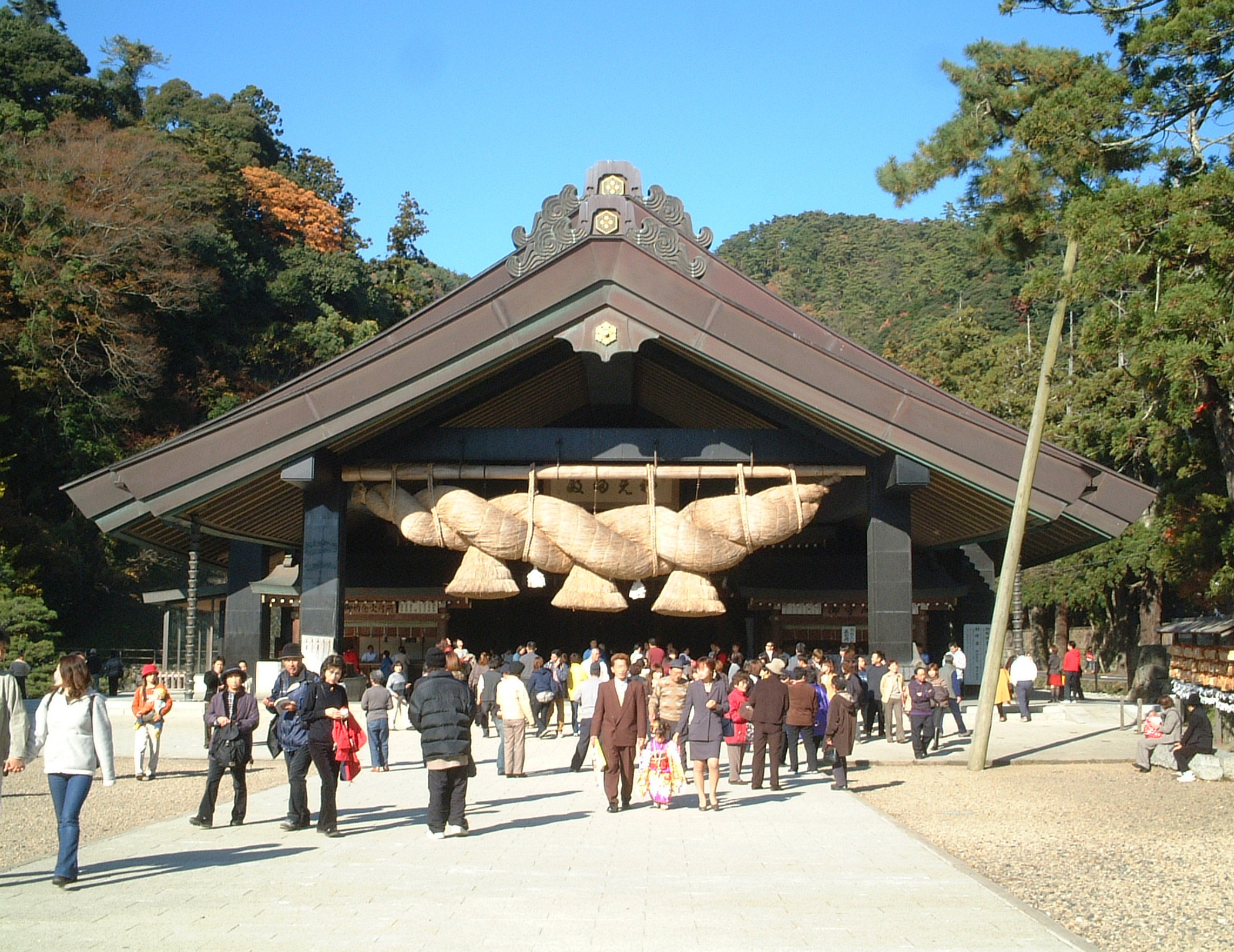
O grande Haiden do Izumo Taisha, um dos mais importantes santuários xintoístas do Japão

. A maior parte dos santuários possuem um Haiden, mas também há casos em que as orações são conduzidas no pátio em frente do Honden, ficando os fiéis por trás da vedação (tamagaki) que envolve os edifícios.
Em tempos remotos é provável que as orações fossem localizadas em frente ao Honden e que o Haiden tenha surgido da necessidade de proteger os fiéis da chuva e dos elementos. Enquanto o Honden é um espaço para a consagração kami, fora dos limites de acesso público em geral, o Haiden proporciona um espaço para cerimónias para adorar o kami. Em alguns casos, por exemplo, no santuário Ōmiwa-Jinja, em  Nara, o Honden pode estar ausente e ser substituído por uma parte de chão sagrado. Neste caso, o haiden é o edifício mais importante do complexo xintoísta.

O interior do Haiden do Santuário de Itsukushima